# Бочарников, Юрий Алексеевич
Юрий Алексеевич Бочарников (20.06.1928-01.06.2020) — передовик советского сельского хозяйства, председатель
колхоза «Коммунистический Маяк» Кировского района Ставропольского края (1968-1978), первый секретарь Георгиевского райкома КПСС (1978-1989), депутат Верховного Совета СССР 9-го созыва, почётный гражданин Георгиевского района Ставропольского края (2017).

## Биография
Родился 20 июня 1928 году в селе Каменка Чегемского района Кабардино-Балкарии в крестьянской русской семье.
В 1942 году завершил обучение в Новокаменской неполной средней школе. Работать начал в этом же году разнорабочим в колхозе имени Буденного Чегемского района Кабардино-Балкарской АССР. После окончания войны работал ветфельдшером. Завершив обучение в Нальчикском сельскохозяйственном техникуме стал трудиться заведующим зооветпунктом в поселке Новосреднее Аполлонского (Кировского) района Ставропольского края.
С 1949 по 1952 годы служил в рядах Красной Армии. После службы вернулся на Ставрополье. Работал заведующим ветпунктом, главным ветеринарным врачом в колхозе «Коммунистический Маяк» Аполлонского (Кировского) района. В 1963 году получил диплом о высшем образовании завершив обучение на зоотехническом факультете Ставропольского сельскохозяйственного института. Получил специальность зоотехника.
В 1960 году был избран секретарем парткома колхоза, в 1962 назначен заместителем председателя колхоза и в 1968 году стал председателем колхоза «Коммунистический Маяк» Кировского района Ставропольского края. В 1974 году ему доверено представлять отрасль и край в качестве депутата Верховного Совета СССР IX созыва.
В декабре 1978 года избирается первым секретарем Георгиевского райкома КПСС. На этой должности отработал 11 лет до октября 1989 года. Проявлял себя как опытный хозяйственник, грамотный руководитель, талантливый организатор и политический лидер, душой болеющий за благополучие и процветание района.
За время его работы были сооружены тысячи метров дорог, построены школы, детские сады, возведена пристройка к Незлобненской районной больнице, сооружён санаторий-профилакторий «Искра», сданы в эксплуатацию скотоводческие комплексы по откорму крупного рогатого скота и выращиванию нетелей «Балковский» и «Александрийский», а также построен Лысогорский свинокомплекс, комплекс по производству птицы в станице Незлобной, молочные комплексы в поселках Крутоярском, Ульяновском, станицах Урухской и Лысогорской, и многие другие объекты и сооружения.
В 1989 году ушёл на заслуженный отдых.
Проживал в городе Кисловодске Ставропольского края.

## Награды
За трудовые успехи удостоен:
- орден Ленина (1973)
- два ордена Трудового Красного Знамени (1966, 1971)
- Медаль «В ознаменование 100-летия со дня рождения Владимира Ильича Ленина»
- медаль «За заслуги перед Ставропольским краем» (2005)
- другие медали.
- Почётный гражданин Георгиевского района Ставропольского края (23.05.2017)[4].